# Интеграл Дарбу
Интеграл Дарбу — один из способов обобщения интеграла Римана на любые ограниченные на отрезке функции. Различают верхний и нижний интеграл Дарбу. Интегралы Дарбу геометрически представляют собой верхнюю и нижнюю площадь под графиком.

## Определение
Для определения интегралов Дарбу прежде необходимо ввести вспомогательное понятие сумм Дарбу.
Пусть на отрезке {\displaystyle [a,b]} определена функция ƒ от вещественной переменной.
Разбиением {\displaystyle \tau } отрезка {\displaystyle [a,b]} будем называть конечное множество точек этого отрезка, включающего в себя точки {\displaystyle a} и {\displaystyle b}.  Для удобства дальнейших записей будем вводить обозначения. Точки разбиения {\displaystyle \tau } обозначим за {\displaystyle x_{i}}, причём пронумеруем их в порядке возрастания (начиная с нуля):
{\displaystyle \tau =\left\{{{x}_{0},\ldots {x}_{n}}\right\},\ a={{x}_{0}}<{{x}_{1}}<\ldots <{{x}_{n-1}}<{{x}_{n}}=b}.
Множество всех разбиений отрезка {\displaystyle [a;b]} обозначим за {\displaystyle T}.
Частичным отрезком разбиения {\displaystyle \Delta _{i}} назовём отрезок {\displaystyle [x_{i-1},x_{i}]}.
{\displaystyle \Delta _{i}=[x_{i-1},x_{i}]}
Длину частичного отрезка разбиения обозначим за {\displaystyle \Delta x_{i}}.
{\displaystyle \Delta x_{i}=x_{i}-x_{i-1}}
Диаметром разбиения {\displaystyle d} назовём максимальную длину частичного отрезка разбиения {\displaystyle \Delta x_{i}}.
{\displaystyle d=\max \Delta x_{i}}
Точные грани функции на частичных отрезках разбиения обозначим за {\displaystyle m_{i}} и {\displaystyle M_{i}}.
{\displaystyle {{m}_{i}}=\inf _{x\in \Delta _{i}}f(x)},
{\displaystyle {{M}_{i}}=\sup _{x\in \Delta _{i}}f(x)}.
Тогда, нижней суммой Дарбу {\displaystyle s(f,\tau )} функции {\displaystyle f} на разбиении {\displaystyle \tau } называется
{\displaystyle s(f,\tau )=\sum _{i=1}^{n}m_{i}\Delta x_{i}}
Верхней суммой Дарбу {\displaystyle S(f,\tau )} называется
{\displaystyle S(f,\tau )=\sum _{i=1}^{n}M_{i}\Delta x_{i}}
Тогда нижним интегралом Дарбу {\displaystyle I_{*}} называется
{\displaystyle I_{*}=\sup _{\tau \in T}s(f,\tau )}
Верхним интегралом Дарбу {\displaystyle I^{*}} называется
{\displaystyle I^{*}=\inf _{\tau \in T}S(f,\tau )}

### Альтернативные определения
Существуют также альтернативные определения интегралов Дарбу. Обычно они доказываются как свойства.
- Нижний интеграл Дарбу есть предел нижних сумм Дарбу при стремлении диаметра разбиения к нулю, а верхний есть предел верхних.[5]

{\displaystyle I_{*}=\lim _{d(\tau )\to 0}s(f,\tau )}
{\displaystyle I^{*}=\lim _{d(\tau )\to 0}S(f,\tau )}
- Нижний интеграл Дарбу есть нижний предел интегральных сумм при стремлении диаметра разбиения к нулю, а верхний есть верхний предел.[6]

{\displaystyle I_{*}=\varliminf _{d(\tau )\to 0}\sigma (f,\tau ,\xi )}
{\displaystyle I^{*}=\varlimsup _{d(\tau )\to 0}\sigma (f,\tau ,\xi )}

## Свойства

### Свойства сумм Дарбу
- При любых произвольно взятых двух разбиениях одного и того же отрезка, нижняя сумма Дарбу на одном разбиении не превосходит верхней суммы Дарбу на другом разбиении.[7]

{\displaystyle \forall \tau _{1},\tau _{2}\in T\quad s(f,\tau _{1})\leq S(f,\tau _{2})}
- Нижние суммы Дарбу ограничены сверху, а верхние — снизу.[4]

- При добавлении к имеющемуся разбиению новых точек нижняя сумма Дарбу никак не может уменьшиться, а верхняя никак не может увеличиться.[7]

{\displaystyle {\begin{aligned}s(f,\tau ')\geq s(f,\tau )\\S(f,\tau ')\leq S(f,\tau )\end{aligned}}\quad \tau '} — измельчение {\displaystyle \tau }.
Более того, изменению этих сумм можно дать следующую оценку.
Пусть d — диаметр {\displaystyle \tau }, измельчение {\displaystyle \tau '} — получено добавлением не более чем {\displaystyle l} точек к {\displaystyle \tau }, {\displaystyle M} и {\displaystyle m} — точные грани функции {\displaystyle f} на отрезке {\displaystyle [a;b]}. Тогда
{\displaystyle s(f,\tau ')-s(f,\tau )\leq (M-m)ld}
{\displaystyle S(f,\tau )-S(f,\tau ')\leq (M-m)ld}
- Пусть {\displaystyle \sigma (f,\tau ,\xi )} — интегральная сумма. При любом произвольно взятом разбиении с отмеченными точками {\displaystyle (\tau ,\xi )} верно следующее неравенство:

{\displaystyle s(f,\tau )\leq \sigma (f,\tau ,\xi )\leq S(f,\tau )}
- Суммы Дарбу есть точные грани интегральных сумм на данном разбиении.[7] Пусть {\displaystyle \Xi } — множество всех возможных отмеченных точек на разбиении {\displaystyle \tau }. Тогда

{\displaystyle s(f,\tau )=\inf _{\xi \in \Xi }\sigma (f,\tau ,\xi )},
{\displaystyle S(f,\tau )=\sup _{\xi \in \Xi }\sigma (f,\tau ,\xi )}.

### Свойства интегралов Дарбу
- Для любой ограниченной на отрезке функции интегралы Дарбу существуют и конечны.[9] Для неограниченной сверху функции верхний интеграл равен {\displaystyle +\infty }, для неограниченной снизу нижний интеграл равен {\displaystyle -\infty }.
- Для сумм и интегралов верны следующие неравенства

{\displaystyle s(f,\tau )\leq I_{*}\leq I^{*}\leq S(f,\tau )}
- Основная лемма Дарбу. Предел нижних сумм Дарбу при стремлении диаметра разбиения к нулю существует для любой ограниченной функции и равен нижнему интегралу Дарбу. Предел верхних сумм Дарбу при стремлении диаметра разбиения к нулю существует для любой ограниченной функции и равен верхнему интегралу Дарбу.[5]

{\displaystyle \exists \lim _{d(\tau )\to 0}s(f,\tau )} и {\displaystyle I_{*}=\lim _{d(\tau )\to 0}s(f,\tau )}
{\displaystyle \exists \lim _{d(\tau )\to 0}S(f,\tau )} и {\displaystyle I^{*}=\lim _{d(\tau )\to 0}S(f,\tau )}
Основная лемма Дарбу устанавливает эквивалентность первого и второго определения интегралов Дарбу.
- Критерий Дарбу. Интегрируемость по Риману на {\displaystyle [a;b]} ограниченной на этом отрезке функции {\displaystyle f} равносильна равенству верхнего и нижнего интегралов Дарбу на этом отрезке.

{\displaystyle f} — интегрируема по Риману {\displaystyle \Leftrightarrow I_{*}=I^{*}}

## Вариации и обобщения

### Кратный интеграл Дарбу
По аналогии с кратным интегралом Римана можно определить и кратный интеграл Дарбу. Пусть {\displaystyle G} — измеримое по Жордану множество, {\displaystyle \tau } — его разбиение конечным числом измеримых по Жордану множеств. Обозначим множества этого разбиения за {\displaystyle \Delta _{i}}.
{\displaystyle \tau =\left\{{{\Delta }_{1},\ldots {\Delta }_{n}}\right\}}
За {\displaystyle \Delta x_{i}} обозначим меру Жордана {\displaystyle \Delta _{i}}.
Множество всех разбиений {\displaystyle G} будем обозначать {\displaystyle T}.
Диаметр разбиения {\displaystyle d} определим как максимум из диаметров множеств разбиения (диаметр множества разбиения — точная верхняя грань расстояний между его точками).
{\displaystyle \max _{i=1}^{n}\sup _{x,y\in \Delta _{i}}|x-y|}
Точные грани функции на множествах разбиения обозначим за {\displaystyle m_{i}} и {\displaystyle M_{i}}.
{\displaystyle {{m}_{i}}=\inf _{x\in \Delta _{i}}f(x)},
{\displaystyle {{M}_{i}}=\sup _{x\in \Delta _{i}}f(x)}.
Тогда, нижней суммой Дарбу {\displaystyle s(f,\tau )} функции {\displaystyle f} на разбиении {\displaystyle \tau } называется
{\displaystyle s(f,\tau )=\sum _{i=1}^{n}m_{i}\Delta x_{i}}
Верхней суммой Дарбу {\displaystyle S(f,\tau )} называется
{\displaystyle S(f,\tau )=\sum _{i=1}^{n}M_{i}\Delta x_{i}}
Тогда нижним интегралом Дарбу {\displaystyle I_{*}} называется
{\displaystyle I_{*}=\sup _{\tau \in T}s(f,\tau )}
Верхним интегралом Дарбу {\displaystyle I^{*}} называется
{\displaystyle I^{*}=\inf _{\tau \in T}S(f,\tau )}
Все вышеперечисленные свойства сумм Дарбу и интегралов Дарбу, а также альтернативные определения сохраняются.